# Économie du Tibet
Dans l’ancien Tibet, selon la Mission permanente de la République populaire de Chine auprès de l'ONU, l’industrie était quasi inexistante, tout métal devait être importé. Au contraire la tibétologue Katia Buffetrille indique que les Tibétains exploitaient des mines.
Le tibétologue Andrew Martin Fischer indique que, selon un recensement chinois de 2000, les Tibétains restent massivement ruraux car le taux général de résidents tibétains en zone rurale est de 87,2 % avec 91,4 % dans le Qinghai, 90,9 % dans le Gansu, 89,5 % dans le Sichuan, 84,8 % dans la Région autonome du Tibet et 80 % dans le Yunnan. En raison de la limitation des terres arables, l’élevage du bétail est l’occupation principale sur le Plateau tibétain.
Selon le Livre blanc illustré publié par le gouvernement central en 2009 à l’occasion du Cinquantenaire de la Réforme démocratique au Tibet, une industrie moderne aux couleurs tibétaines s’est développée avec pour piliers l’extraction minière, les matériaux de construction, l’artisanat et la médecine tibétaine, et comme auxiliaires la production d’électricité, la transformation des produits de l’agriculture et de l’élevage et la production alimentaire. Le commerce moderne, le tourisme, la restauration, les loisirs et autres industries, inconnues sous l’ancien régime, sont en plein essor et constituent les industries premières de la région. De 2001 à 2009, Pékin a dépensé 45,4 milliards de dollars au développement économique de la région autonome du Tibet. Cela a eu des effets bénéfiques sur la croissance économique, le niveau de vie, les infrastructures.
Andrew Martin Fischer indique que le discours sur la croissance ne mentionne pas le « contexte de privation continue du pouvoir politique des Tibétains » où les stratégies de subventions massives servent directement le gouvernement ou des entreprises chinoises dont le siège se situe à l’extérieur des secteurs tibétains. Cette situation permet une appropriation de l’économie locale par les populations non tibétaines et ce malgré l’importance des subventions. Fischer note ainsi que la majorité des constructions sont confiées à des entreprises extérieures au Tibet et qui emploient essentiellement des travailleurs d’origine Han. Ces entreprises réinvestissent les bénéfices dans leur province d’origine plutôt que dans l’économie du Tibet. Le sinologue Jean-Luc Domenach considère que « si les Tibétains ont regagné partiellement le contrôle de leur culte et de leurs mœurs, ils n’ont guère renforcé leur poids économique et social. De leur côté, avec le développement économique, les colons chinois se sont installés en nombre croissant alors que se répandait dans les villes chinoises l’idée que le Tibet n’était plus qu’une charmante bizarrerie touristique ».

## Géographie

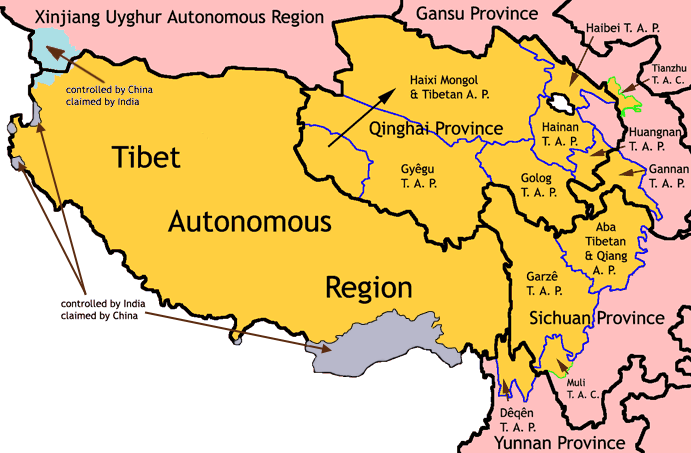
Les subdivision administrative autonome tibétaine de la République populaire de Chine.

Le Tibet est un pays historique d’Asie, consitué de trois provinces tibétaines du Kham, de l’Ü-Tsang et de l’Amdo, il comprend aujourd’hui essentiellement les subdivisions administratives autonomes tibétaines de la République populaire de Chine dont la région autonome du Tibet.
Le Tibet est principalement constitué d’un haut plateau, le plateau Tibétain, entouré de trois côtés par les plus hauts massifs du monde, l’Himalaya au sud, le Karakoram à l’ouest et le massif du Kunlun au nord. Souvent appelé « le Toit du Monde », le Tibet a une altitude moyenne de 4 200 mètres et son plus haut sommet, l’Everest culmine à 8 849 mètres. Sa superficie est de 2,5 millions de km2.
La région autonome du Tibet couvre 1 200 000 km2. Le plateau nord (Changthang) comprend les régions de haute altitude, le plateau central autour de Lhassa comprend les régions agricoles majeures, et le plateau sud-est (pays des gorges) comporte des ressources forestières importantes, la 2ezone de biomasse forestière de la Chine. Dans les zones agricoles représentant 2 % de la superficie vivent la majorité des Tibétains. Il y a environ 500 000 pasteurs nomades au Tibet. La région autonome du Tibet est riche en minéraux, dont certains rares dans d'autres régions de Chine. Les gisements de chrome et de cuivre sont les plus importants à l'échelon national. Au Tibet se trouvent les gisements de borax et d'uranium les plus importants du monde, et la moitié de la réserve mondiale de lithium. Dans le but d'augmenter les activités minières au nord-est et à l'ouest de la région autonome du Tibet, cette dernière a été classée zone économique spéciale. Le potentiel hydroélectrique de la région autonome du Tibet est le plus important de l'Asie. L'héritage culturel et écologique tibétain est riche et des parcs nationaux ont été créés dont la Changthang Wildlife Reserve en 1992.

## Historique

### XVIIesiècleetXVIIIesiècle

#### Monnaie

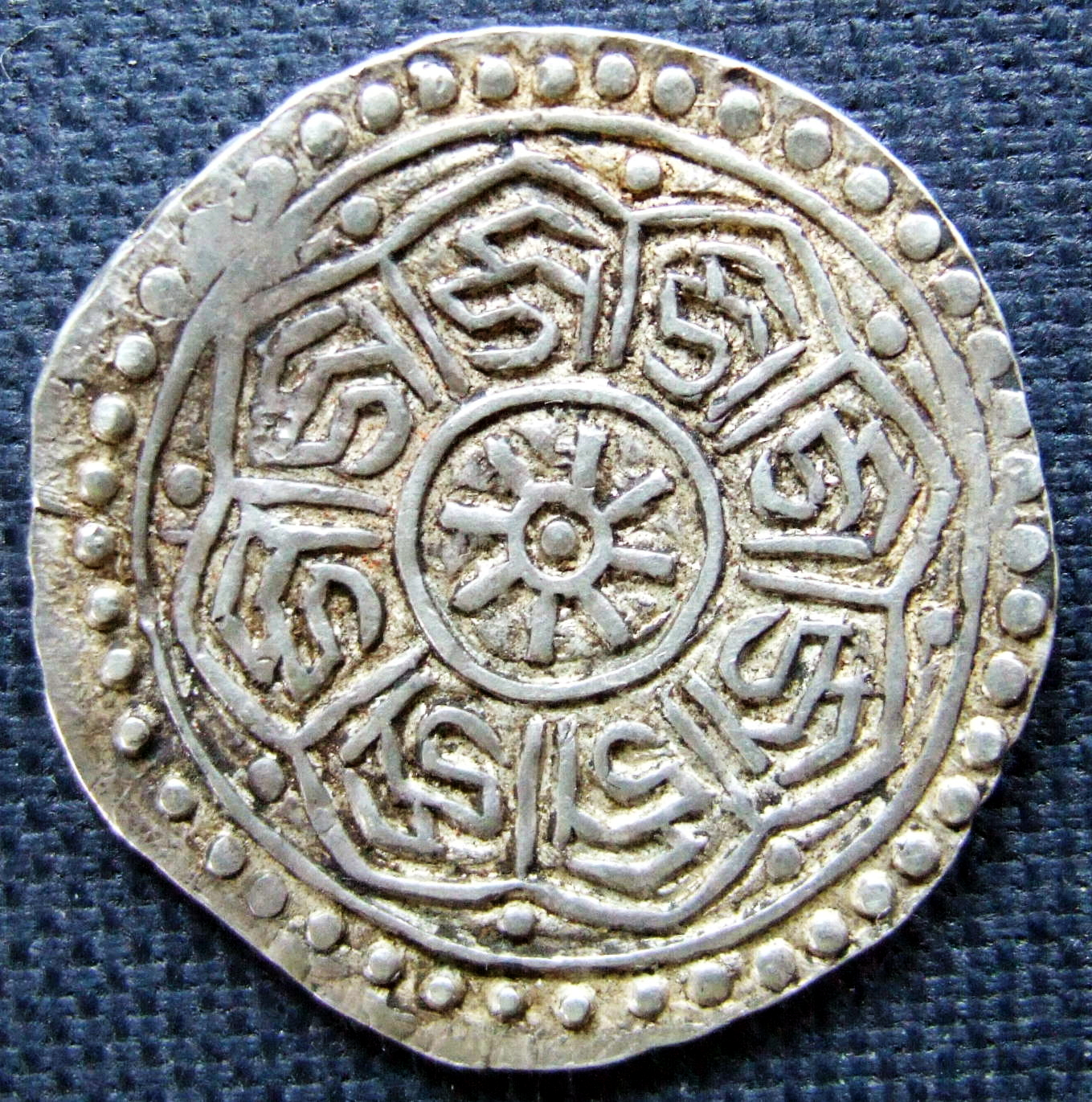
Pièce de monnaie au XVIIIe siècle.

Comme les Népalais et les Chinois, les Tibétains n’utilisent pas l’or pour leur monnaie contrairement aux Européens. En 1650, le 5e dalaï-lama signe un traité avec le roi de Patan, Siddhi Narasimha Malla, autorisant le Népal à frapper la monnaie avec des lingots d’argent fournis par les Tibétains. Les rois Malla touchent alors une commission de 12 %. Cette monnaie a cours au Tibet, jusqu’en 1792, quand le gouvernement tibétain frappe sa propre monnaie.

#### Agriculture
Les champs se trouvent dans les vallées et les premières pentes des montagnes. L’orge qui se cultive jusqu’à 4 500 mètres est la culture première. Le blé, le sarrasin, le maïs, le navet, le radis, les fèves mais aussi le riz se cultivent dans les vallées. Compte tenu du climat, une seule récolte par an est possible. Les agriculteurs possèdent souvent quelques animaux comme le dzo. Des missionnaires rapportent que des vignes de raisins blancs, situées au Kham, au sud de Lhassa, et à Bathang, leur permettent d’obtenir le vin des messes.

#### Élevage
Les pasteurs nomades élèvent notamment des chevaux, des chèvres, des yaks, des moutons, des dri et des dzo. Ils utilisent un campement en été et un autre en altitude l’hiver. Les moutons fournissent une viande appréciée des Tibétains. Les élevages de porcs sont associés à ceux des poules. Les abattages des animaux sont faits à l’automne quand ceux-ci sont les plus gras. Quand c’est possible les éleveurs font tuer les bêtes par une autre personne pour éviter le démérite d’avoir à tuer un être vivant. L’Amdo et le Kongpo sont réputés pour les élevages de chevaux.

#### Commerce
Le commerce est une des principales activités avec l’agriculture et l’élevage. À l’époque le Tibet est largement ouvert sur l’extérieur sauf lors de périodes troubles.
Le Tibet exporte de nombreux produits. Possédant des lacs salés utilisés pour récolter du sel, le Tibet exporte du sel vers l’Inde et la Chine. Il vend à la Chine des animaux, des chevaux, de l’or, de la laine, des tapis, de l’encens et du musc, des peaux d’animaux. Vers l’Inde et le Népal c’est le fer de la région de Kutti, le papier de Dakpo ou du quartz de Yarlung qui sont exportés.
Le pays importe du thé en grande quantité, des instruments de musique, de la porcelaine, des grains depuis la Chine. Bien que lui-même producteur de soie, le Tibet importe aussi de la soie pour la fabrication de vêtements et des khatas.

#### Exploitations minières

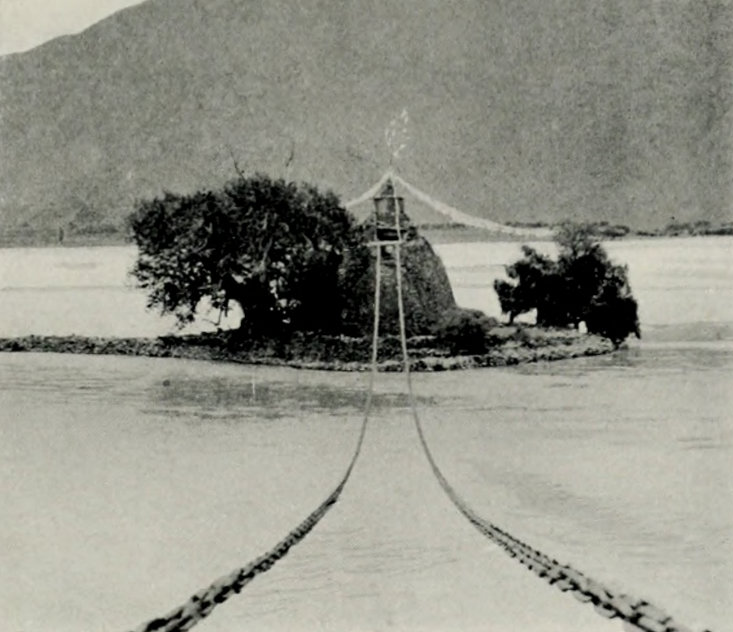
Pont suspendu de Chaksam en fer construit en 1430 par Thang Tong Gyalpo.

Les Tibétains développent des mines malgré les préceptes religieux qui freinent cette exploitation. Ainsi, au XVe siècle, Thang Tong Gyalpo se fournit en fer dans les mines du Kongpo, lui permettant la construction de ponts suspendus avec des chaines d'acier (les Tibétains construisent des ponts à chaînes dès le sixième siècle). De même en 1445, Chokyi Dronma, princesse de Gungthang, se déplace dans cette région pour chercher une grande quantité de fer. Des mines de cuivre, de borax, d’acide sulfurique, de sel gemme, de fer et d’or sont cités par le missionnaire Francesco della Penna. Ces mines se situent dans le Tibet central, du Dakpo, du Kham et du Kongpo. L’explorateur Samuel Turner mentionne des mines d’or, de plomb, de cinabre. Le Tibet est alors réputé pour sa richesse en or celui-ci vient de l’orpaillage et des mines. Les autorités tibétaines autorisent l’exportation de l’or.

#### Chasse
Malgré les préceptes bouddhiques les Tibétains chassent pour des raisons économiques. Ils préfèrent tuer des gros animaux plutôt que des petits pour éviter un mauvais karma. Ils chassent pour la viande des yaks sauvages et pour la fourrure les léopards des neiges, les loups, les renards, les loutres… Quand c'est nécessaire il tuent les prédateurs de leurs troupeaux, cela permet aussi de vendre la fourrure et la peau des bêtes ou le musc. Dans l'Amdo des chasses rituelles aux cerfs et aux moutons sauvages sont organisées. Ces chasses n'ont pas d'impact sur la conservation de la faune compte tenu de l'immensité du territoire tibétain, de la très faible densité de la population et des armes rudimentaires utilisées (arc, lances, couteaux…).

### XIXesiècleaux années 1950

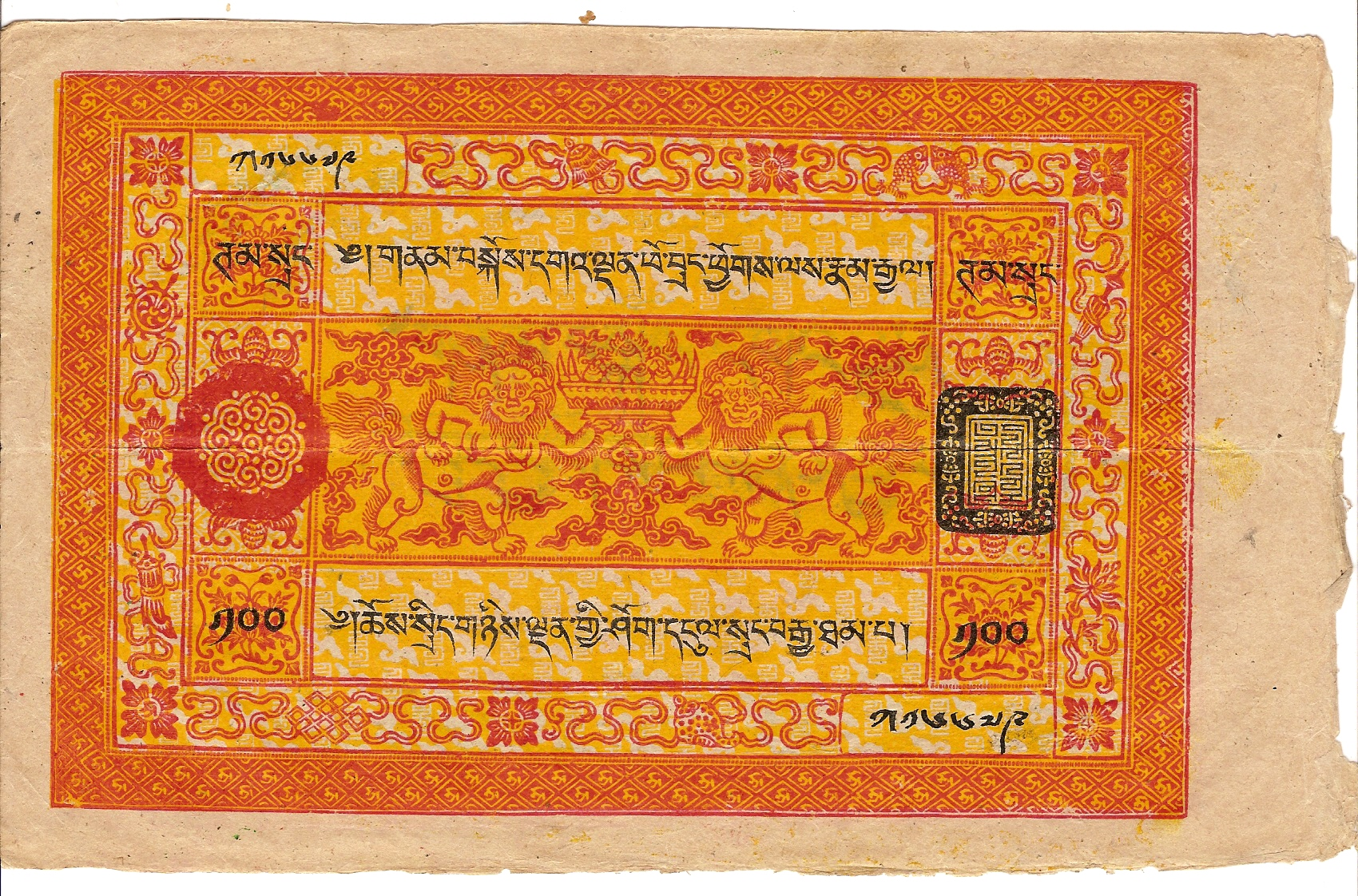
Un billet de banque tibétain de 100 tam srang (recto).

À la fin du XIXe siècle, le visiteur japonais Ekai Kawaguchi indique que le commerce à Lhassa est actif. Sur les marchés se vendent des articles provenant de Chine et de l’Inde. Les paiements s’effectuent en or, qui est alors pesé ou en roupie indienne ou en utilisant la monnaie tibétaine. Les moines ont le monopole du commerce du thé et des images pieuses. Des Chinois tiennent de nombreux restaurants.
Heinrich Harrer, qui résida à Lhassa de 1946 à 1951, indique dans son livre Sept Ans d'aventures au Tibet que les pièces sont en or, en argent ou en cuivre. Elles portent les emblèmes du Tibet : lion des neiges et montagne, reproduits aussi sur le drapeau national, à côté du soleil levant.
Selon le gouvernement chinois, en dehors d’une centrale électrique de 92 kilowatts à Lhassa, d’une petite usine d’armements et d’un petit hôtel de la monnaie créés par le 13e dalaï-lama, il n’y avait pas, d’industrie dans l’ancien Tibet. Selon le journal marxiste-léniniste Lalkar, l’arriération du pays était telle qu’on n’utilisait même pas la roue.
Heinrich Harrer se plaignait de la gêne publique causée par les mendiants qui exploitaient leurs difformités en les exhibant sous le nez des passants. Selon Li Sha, de l’université de Shenyang, il y avait à Lhassa, au sud du temple de Jokhang, un village de mendiants appelé Lu Bu Band Cang, et ces derniers se réunissaient aux alentours du temple de Ramoche. En 1951, il y avait de 3 000 à 4 000 mendiants, soit un dixième de la population de la ville.
En 1947, le Kashag envoya une délégation tibétaine conduite par Tsepon W. D. Shakabpa en tant que ministre des finances du Tibet, notamment aux États-Unis pour des négociations commerciales. Il reçut aussi un visa sur son passeport en 1947 pour échanges commerciaux, il se rendit en Chine, Inde, Angleterre, États-Unis, Italie, Suisse et France. Surkhang Lhawang Topgyal participa en tant qu'interprète à la délégation commerciale. L'objectif économique de la mission était l'introduction de machines pour l'agriculture, l'élevage au Tibet, et la transformation de la laine, ainsi que d'obtenir le relâchement du contrôle indien sur les exportations du Tibet et l'achat d'or pour la monnaie tibétaine. Du point de vue politique, la mission visait à souligner l'indépendance du Tibet à l'étranger, car l'information sur le Tibet dans le monde à cette époque aurait eu principalement des sources chinoises. Selon Thubten Samphel, un porte-parole du dalaï-lama, représentant du gouvernement tibétain en exil : « Ceci indique que là où Tsepon W.D. Shakabpa s'est rendu en visite, on a reconnu le passeport délivré par le gouvernement tibétain ».

### Les réformes démocratiques (1959-1969)
Après l'échec du  soulèvement tibétain de 1959 (ce que l'historiographie chinoise appelle « la rébellion armée »), et le départ en exil d'une partie de la population, le gouvernement chinois déclara qu'il n'était plus tenu de retarder les réformes puisque l'Accord en 17 points sur la libération pacifique du Tibet de 1951 avait été rompu. Il décréta et mit en application ce qu'il appelle les « réformes démocratiques ».
Selon Jiawei Wang et Nyima Gyaincain, en mai 1959, le gouvernement central approuva les réformes démocratiques préparées par le Comité de travail du Tibet. Elles se dérouleraient en deux étapes :
- la première se focaliserait sur la suppression de la corvée obligatoire (ulag) et de l'esclavage, ainsi que la réduction des loyers et des intérêts des prêts;
- la deuxième se concentrerait sur la distribution des terres,

le but visé étant la disparition du système féodal. Les propriétaires de grands domaines n'ayant pas participé à la révolte virent leurs biens rachetés par l'État, les autres furent expropriés.

### La révolution culturelle (1966-1976)
Dans la décennie s'arrêtant en 1975, l'organisation des communes populaires fut progressivement mise en place dans la plupart des zones rurales de la R. A. du Tibet.
Pendant la révolution culturelle, la production industrielle et l'activité économique dans la R.A. du Tibet et dans le reste de la Chine connurent un recul voire s'interrompirent. La situation commença à changer à partir de l'arrestation de la Bande des Quatre en 1976, peu de temps après la mort du président Mao.

### L'ère des réformes et de l'ouverture (années 1980)
Lorsque Deng Xiaoping revint aux affaires en 1978, la Chine entra dans une nouvelle ère « de réforme et d'ouverture du système ». Les communes furent démembrées, l'initiative privée fut légalisée et même encouragée au début des années 1980. À l'instar des autres groupes, les Tibétains profitèrent de la nouvelle ligne politique.

#### Hu Yaobang au Tibet (1980): constat et mesures prises
Selon le journaliste Pierre-Antoine Donnet,, citant une publication de Jigmé Ngapo dans Emancipation monthly, Hong Kong, décembre 1987, au début des réformes économiques engagées par Deng Xiaoping en 1979, Hu Yaobang fit une tournée d’inspection au Tibet en mai 1980. Lors de cette visite il constata que le peuple tibétain et le Tibet se trouvaient dans une situation d’une pauvreté écrasante. Pas un bâtiment moderne n’avait été construit à Lhassa. L’économie du Tibet autrefois autarcique était devenue complètement dépendante de la Chine continentale. Tous les biens de consommation, dont la nourriture, devaient être importés. Le Tibet n’exportait que quelques minéraux, des herbes médicinales et du bois. Hu Yaobang prit des mesures pour rendre vie au Tibet sinistré en demandant :
- d’exempter d’impôt pendant 3 ans les paysans et les nomades,
- le départ du Tibet de 85 % des cadres chinois[35],
- le renforcement de l’autonomie du Tibet.

### L'ouverture sur les provinces intérieures (années 1990)
Selon Andrew Martin Fischer, le développement économique de la Région autonome du Tibet engagé dans les années 1990 accentue la dépendance de la région et marginalise la majorité des Tibétains.
Selon Yves Kernöac’h, dans les années 1990, l’ouverture à la Chine entraîne hausse des prix importante, chômage, corruption, immigration han, faisant le lit de la contestation.
Selon Robert Barnett, c’est dans les écrits de Chen Kuiyuan, secrétaire du parti communiste de la Région autonome du Tibet entre 1992 et 2000, que l’on peut trouver les justifications les plus explicites à l’utilisation de l’économie comme moyen de contrôle.
Selon Vegard Iversen, les économistes de l'Académie chinoise des sciences sociales préconisèrent[Quand ?] une stratégie de développement industriel en 2 phases sur 20 ans impliquant une voie de développement régionale inégale au profit des provinces côtières dans la 1re phase. Dans ce modèle, les régions occidentales, dont le Tibet fait partie, sont les fournisseurs des matières premières pour les régions côtières. L'extraction de matières premières des régions occidentales incluant le Tibet, vers les régions de l'est de la Chine est une politique délibérée. Les prix inférieurs aux marchés mondiaux correspondent à des subventions implicites et des pertes de revenu pour les régions occidentales productrices. Pour la laine, les estimations suggèrent une modeste plus-value (53 % du montant perçu par les nomades). Pour le cachemire, la plus-value est de 360 %. Il s'agit de subventions cachées passant des régions occidentales à l'est de la Chine. Cette politique peut s'éloigner considérablement d'une stratégie de développement dans l'intérêt de l'ouest. Bien que le développement industriel et l'exploitation des ressources soit réduit, le secteur forestier a été lourdement exploité.
Vegard Iversen note qu’alors que pour d'autres régions de Chine, il existe des estimations de la pauvreté, il n'y a pas de chiffre disponible pour le Tibet. Il cite cependant Rong Ma (1997) qui révèle dans une enquête que 38,5 % des chefs de familles tibétaines n'ont pas de travail ou pas de travail stable, suggérant qu'il existe un nombre important de familles vulnérables à Lhassa.

### Rapport de l'ONG Gongmeng (2008)
Un an après les troubles au Tibet en 2008, Gongmeng (ou Open Constitution Initiative), une organisation non gouvernementale chinoise (aujourd'hui interdite), publia un document intitulé Rapport d’enquête sur les causes sociales et économiques de l’incident du 14 mars dans les zones tibétaines. L’enquête souligne les limites des politiques de « développement rapide » lancées dans les années 1990 par le gouvernement chinois, qui ont « créé les bases d’une marginalisation accrue » des Tibétains.

## Développement économique

### Mesures du niveau de développement
| Le développement du PIB        | Le développement du PIB  |
| ------------------------------ | ------------------------ |
| Année                          | PIB en milliard de yuans |
| 1994                           | 5                        |
| 2000                           | 12                       |
| 2004                           | 20                       |
| 2006                           | 29                       |
| Source du gouvernement chinois |                          |

La mesure de la croissance économique du Tibet est difficile à restituer en raison de « l’absence de séries statistiques continues et homogènes » tant pour le régime antérieur à 1951 que pour les décennies de 1950 à 1970. Il faut attendre la réforme économique de Deng Xiaoping en 1978 pour avoir des séries exploitables.
Selon Vegard Iversen, en 1982, le Tibet avait le plus faible taux d'alphabétisation de toutes les provinces de la Chine, que ce soit en zone urbaine ou rurale. L'écart entre urbain et ruraux était aussi le plus grand soulignant le désintérêt relatif de la politique publique pour cette catégorie. Dans les années 1990, le Tibet a stagné. Ainsi, le Tibet est en bas de l'échelle en Chine, mais aussi du monde concernant l'alphabétisation (citant un tableau du PNUD, UNDP, 1998). Ainsi, les rapports sur l'éducation au Tibet contredisent les déclarations des autorités chinoises qui affirment poursuivre des efforts sérieux pour le développement du Tibet.
En 1990, dans le cadre du Programme des Nations unies pour le développement (PNUD) pour évaluer le niveau de développement humain des pays du monde, il a été créé l’indice de développement humain, ou IDH, un indice statistique composite. En 1994, la Chine s’y inscrivait dans la catégorie moyenne de l’IDH avec des investissements importants et ce malgré un faible revenu par individu. L’indice de développement humain présente en République populaire de Chine de fortes disparités régionales. Shanghai (0,865) et Pékin (0,861) étaient placés au 31e rang. Au bas de l’échelle se trouvaient le Qinghai et le Tibet (0,404) qui se situent respectivement au 110e et 131e rang.
Selon Claude B. Levenson, la région autonome du Tibet était en 2000, le territoire le plus pauvre de Chine parmi les 31 subdivisions considérées dans la liste des subdivisions de Chine par PIB.
En 2005, selon Louis de Broissia, le PIB par habitant s’élevait à environ 1 000 dollars, ce qui situait la RAT au 25e rang sur les 31 provinces chinoises.

### Aide du gouvernement central au développement de la région autonome du Tibet
Dans ses mémoires publiés en 2005, Israel Epstein détaille les multiples aides accordées par le gouvernement central à la région autonome du Tibet au cours du demi-siècle écoulé :
- couverture par le Trésor national d'une grande partie des coûts de l'administration locale ;
- taux d'imposition limités à une fraction de ceux des provinces intérieures ;
- subventions pour le transport des marchandises au Tibet de sorte que leur prix à l'arrivée soit le même qu'au point de départ ;
- prise en charge par le gouvernement central du coût de l'envoi au Tibet de personnels dans les domaines de la recherche et du développement économique ;
- idem pour l'envoi d'écoliers tibétains dans des écoles et collèges d'autres provinces chinoises ;
- fourniture gratuite d'une bonne partie de l'équipement industriel et cession à prix réduit des machines agricoles ;
- relèvements successifs du prix d'achat des produits des paysans et éleveurs tibétains.

Toutes ces mesures découlent de l'égalité stipulée par la constitution chinoise entre les différentes nationalités ou minorités ; elles visent à créer l'égalité dans les faits, laquelle n'est possible, selon Epstein, qu'au prix du développement de la production, de l'éducation et autres domaines.

## Ressources primaires
Conformément à la Constitution chinoise, « Les ressources minérales, eau, forêts, montagnes, prairies, les terres non défrichées, les plages et autres ressources naturelles sont propriété de l’État ». Ainsi, selon Susette Cooke, même si l’exploitation des ressources est de plus en plus ouverte aux investisseurs privés, la région est privée d'actifs importants.
Selon Les Amis de la Terre (Flandres et Bruxelles), la plus importante réserve d'uranium mondiale se trouverait au Tibet[Où ?]  et l'on compterait 9 mines d'uranium sur le plateau tibétain qui alimentent le programme d'armement et d'énergie nucléaire de la Chine. L'uranium est aussi exporté vers d'autres pays, par exemple entre 1990 et 2005 il a constitué 8 % de la consommation d'uranium de la Belgique. Il y a peu ou pas de règles pour vérifier l'élimination des déchets, et ceux qui sont frappés les plus durement sont les Tibétains. Ils sont exclus des décisions gouvernementales concernant l'extraction, sont souvent contraints de se déplacer, et n'ont pas accès aux informations sur les risques pour la santé associés à l'exposition. La plus grande mine d'uranium de la Chine, No 792, déchargerait ses eaux irradiées non traitées directement dans la rivière Bailong, un affluent du Yangtze,.
Dans la préfecture autonome mongole et tibétaine de Haixi de la province du Qinghai, le bassin du Qaidam est qualifié de « bassin aux trésors », en raison de sa richesse en ressources minières. Parmi ses nombreuses ressources minérales, les plus notables sont le pétrole, le gaz naturel, le charbon, le chlorure de sodium, le potassium, le magnésium, le plomb, le zinc et l’or, ainsi que d’importantes réserves d’amiante, de borax et de gypse.

## Agriculture, élevage et sylviculture

### Agriculture

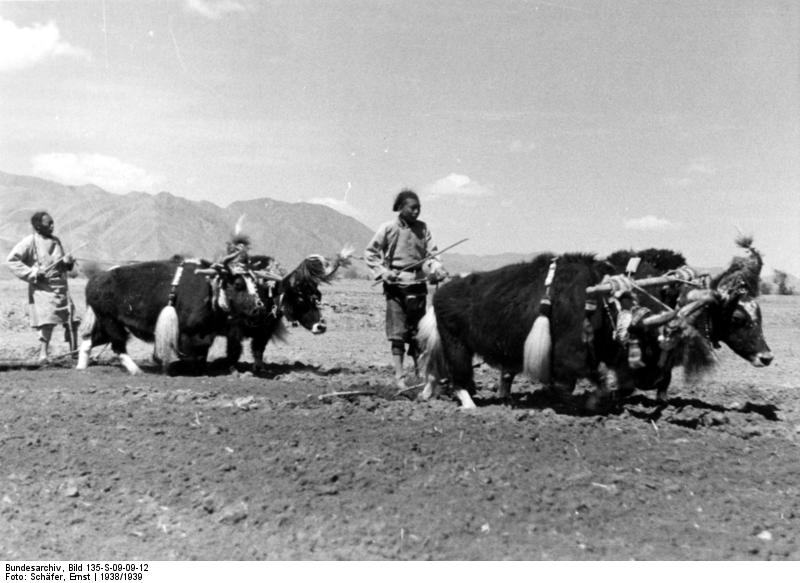
Schigatsé-Taktsé, agriculture avec des yaks, 1938.

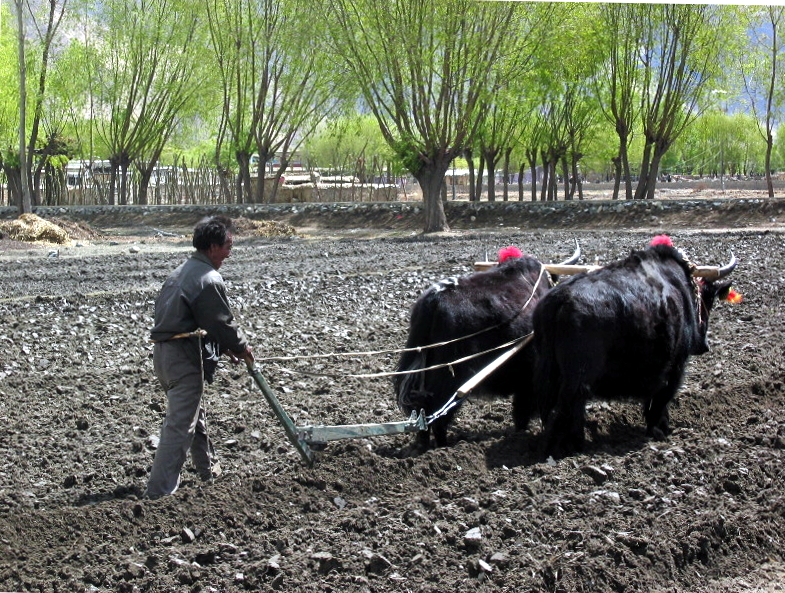
Agriculteur labourant un champ avec une paire de yaks, photo de Nathan Freitas intitulée « Les yaks fournissent toujours la meilleure façon de labourer les champs au Tibet ».

L’économie de l’ancien Tibet était dominée par une agriculture de subsistance ayant pour but de pourvoir ses proches et sa famille.
Les principales cultures aujourd’hui sont l’orge, le blé, le sarrasin, le seigle, la pomme de terre, l’avoine, le colza, le coton, des fruits et légumes variés. L’orge, qui est la culture principale, est cultivée essentiellement entre 2 500 m et 4 000 m d’altitude car cette céréale résiste bien au froid.
Selon Roland Barraux, l'arrivée massive de consommateurs dans les années 1950 pesa sur le marché fragile des ressources alimentaires, entraînant une inflation,.
Selon Horst Südkamp, en 1954, 40 000 agriculteurs Han furent installés au Tibet. Selon le Tibetan Centre for Human Rights & Democracy, entre 1954 et le milieu des années 1960, une migration à grande échelle des Han s’est produite dans le Qinghai (Amdo), pour revendiquer les prairies pour l’agriculture, à la fois pour des fermes d’état et des laogai (camps de réforme par le travail). Des milliers de migrants Han attirés par les possibilités agricoles ont commencé à arriver dans les années 1960, et des cadres Han ont été envoyés dans des régions rurales du plateau pour l’administration.
Selon des sources chinoises, à l’automne 1960, 200 000 paysans se virent attribuer les titres de jouissance et de libre gestion des terres tandis que les nomades devenaient propriétaires et gestionnaires de leurs troupeaux.
Selon Laura S. Ziemer, dans les années 1960, les autorités forcèrent les agriculteurs tibétains à cultiver le blé, à la place de l’orge qui est la récolte traditionnelle dans la région de l’Himalaya, ce qui eut pour résultat deux famines graves, inédites dans l’histoire tibétaine : la première, dans les années 1960, suivie d'une deuxième entre 1968 et 1973, durant la révolution culturelle,,
En 1997, Laurent Deshayes indiquait qu’il existait un problème de « pollution des sols par les boues industrielles et les différents engrais et pesticides utilisés pour faciliter la croissance des blés hybrides, imposés par les autorités, au détriment des cultures traditionnelles, principalement celle de l’orge ». Ces techniques permettaient d’obtenir des rendements très importants en zone de montagne mais finalement « stérilisaient les sols ».
Interrogé par le Centre tibétain pour les droits de l'homme et la démocratie, Tsering Dorjee, un Tibétain natif de la région de Qomolangma, qui quitta son village pour faire des études puis passa une année au Tibet entre 2005 et 2006 (il vit actuellement aux États-Unis), rapporte que les méthodes agricoles n’ont pas changé au Qomolangma depuis l’entrée des Chinois. Les autorités locales auraient dernièrement introduit des engrais et des pesticides pour améliorer la productivité, obligeant les agriculteurs tibétains à les acheter ou à les rembourser sous forme de grain. Ces derniers se plaignent des dommages sur les sols dus à l’utilisation de ces produits et de la modification du goût de la farine d’orge. Les paysans ne peuvent rembourser ces produits et certains deviennent endettés.
Selon Revolutionär Sozialistische Organisation, une organisation trotskiste basée en Autriche, en 2008, environ 60 % de la population de la région autonome du Tibet vit de l’agriculture.

### Élevage

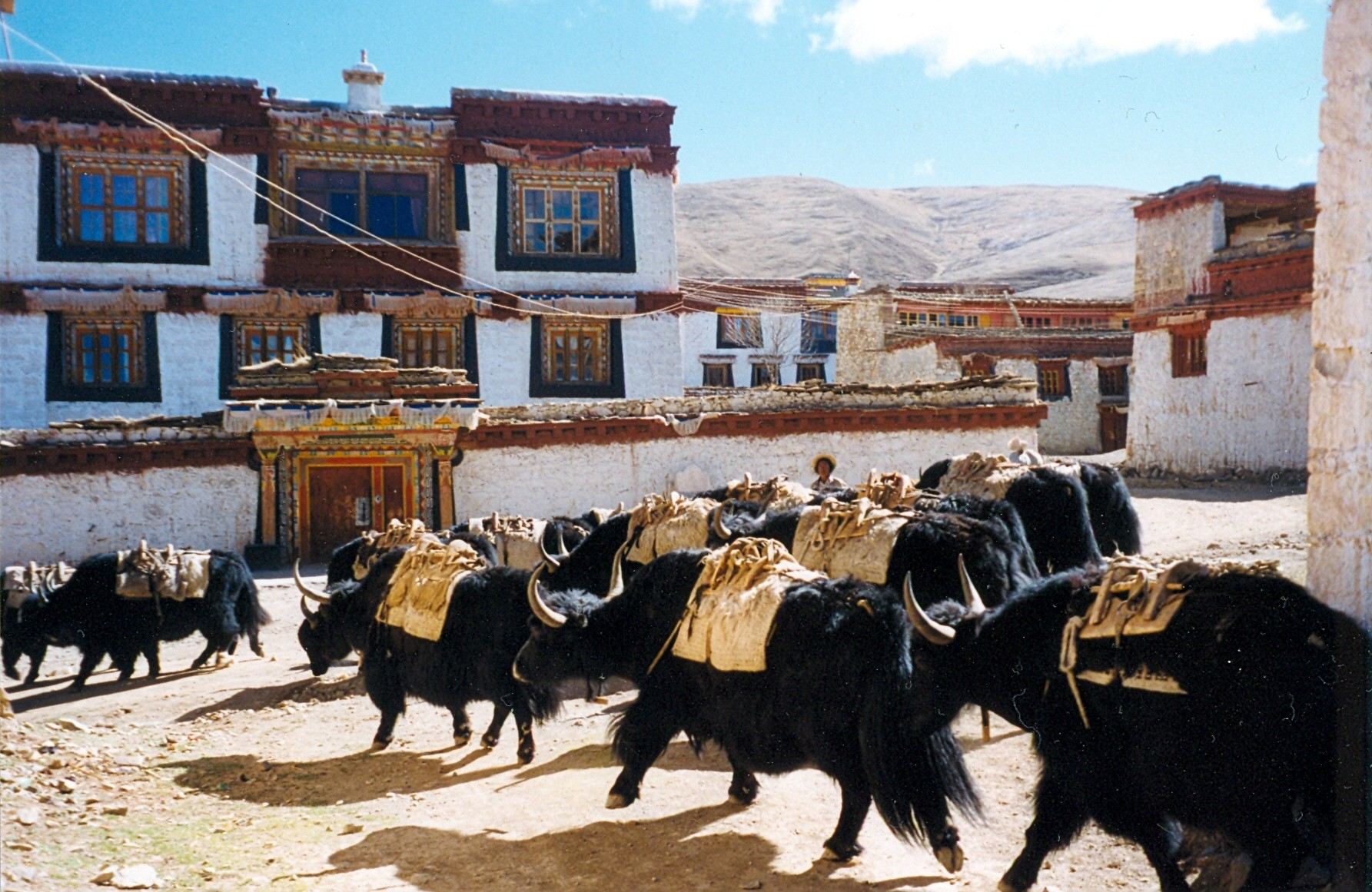
Yaks devant le monastère Ganden Thubchen Choekhorling.

Avec ses 80 millions d’hectares de prairies, le Tibet est une des cinq grandes régions pastorales de la Chine. Au début des années 1950, la valeur de la production pastorale représentait les 2⁄3 de la production agricole et pastorale totale. Depuis 1994, la production agricole dépasse la production pastorale.
En raison de la limitation des terres arables, l’élevage du bétail est l’occupation principale sur le Plateau tibétain, les espèces incluent mouton, vache, chèvre, chameau, yak, âne et cheval.
Le Yak domestique (Bos grunniens grunniens Linnaeus, 1766) est utilisée comme bête de somme (un yak porte environ 130 kg) et comme monture et fournit laine (avec laquelle on confectionne des vêtements et des cordes), cuir, viande (séchée à l’air froid et sec), lait (sous forme nature ou fermentée) et fromage. De plus, ses bouses séchées sont un combustible très utilisé. En Mongolie, le yak est fréquemment croisé avec des vaches, les hybrides sont des dzo et remplacent admirablement bien les yaks aux faibles altitudes. Ils sont utilisés comme animaux de bât et pour les travaux aux champs.

#### Urbanisation d'éleveurs et des nomades
En 1996, une politique de sédentarisation et une réglementation des libertés des nomades dans la Région autonome du Tibet est mise en place.
Selon un rapport publié par l’ONG américaine Human Rights Watch en 2007, le gouvernement chinois obligerait les bergers tibétains au Gansu, Qinghai, Sichuan et dans la Région autonome du Tibet à quitter leur activité d’éleveur et à rejoindre les grandes villes. Le directeur pour l’Asie de Human Rights Watch indique que « Certaines autorités chinoises prétendent que leur urbanisation forcée des bergers tibétains est une forme éclairée de modernisation ». La tibétologue Anne-Marie Blondeau indique que ces populations, qui subvenaient à leurs besoins, sont maintenant logées dans les banlieues des grandes villes dans des conditions économiques difficiles .
Selon l'anthropologue allemand Adrian Zenz, un certain nombre de camps de travail ont été établis dans la région autonome du Tibet. Dans un rapport de septembre 2020 il indique que plus de 500 000 Tibétains ont été contraints d’intégrer ces « camps de formation militarisés ». Pour la tibétologue Françoise Robin : « il faut les changer à travers une formation qui va les éloigner de leurs repères traditionnels pour les engager dans une voie plus assimilationniste. En fait, ce que craignent tous les spécialistes du Tibet, c'est une intensification de l'assimilation » ,.

#### Nomadisme
Se basant sur une description des nomades du royaume de Dergé, une étude récente analyse l’économie pastorale tibétaine pré-moderne et l’organisation sociale dans la région du Kham, le Tibet oriental. Il replace de façon convaincante les débats anthropologiques et politiques sur le féodalisme ou le servage dans les sociétés tibétaines dans une perspective des contextes locaux, historiques, et socio-économiques.

### Sylviculture

#### Ressources forestières
Le Tibet est riche en ressources forestières. Il possède 7,17 millions d’hectares de forêt, et les réserves estimées se montent à 2,08 milliards de mètres cubes, soit les plus élevées de Chine. Il y a environ 13 millions d’hectares de terres convenant au reboisement. Ces réserves se trouvent dans le sud, l’est et le sud-est du Tibet. Il y a des forêts alpines, tempérées, subtropicales et même tropicales. La couverture forestière représente 9,8 % du territoire.

#### Déforestation: un phénomène postérieur ou antérieur à 1951?
Selon Jean-Paul Ribes, président du Comité de soutien au peuple tibétain, en 1949, les forêts recouvraient 222 000 km2, soit près de la moitié de la superficie de la France. En 1989, la moitié de la surface de la forêt était rasée.
Selon une étude du World Watch Institute datant de 1998, la déforestation dans le bassin du Yangtsé pour l’ensemble de la Chine atteindrait 85 %.
En l’an 2000, on a estimé que 80 à 90 % des forêts qui protégeaient le sol sur les montagnes en amont du bassin du Yangzé Kiang avaient été détruites.
En 1997, Laurent Deshayes indique que depuis 1951, l’exploitation industrielle avait « fait disparaître environ 45 % de la surface boisée ». Dans les territoires montagneux, cette déforestation augmente l’érosion des sols, ce qui induit une désertification de vastes régions en particulier dans le Kham. Par ailleurs, le Tibet « étant le réservoir de l’Asie, les conséquences hydrologiques et atmosphériques de ces coupes forestières sont immenses ». Ainsi les crues de plus en plus importantes du Yangtsé, du Haut Mékong et des cours d’eau du nord de l’Inde ont pour origine en partie ces déforestations. Par ailleurs ce déboisement mais aussi la mise en culture des pâturages réduisent les espaces de la faune.
Selon Jack Ives et Bruno Messerli, cités par Dorothy Klein, le déboisement est une affaire à long terme, il remonte non pas à 1950 mais peut-être à des centaines d'années en arrière, voire un millier d'années. Ils font valoir que les tourbières qui existent et les arbres qui subsistent à haute altitude témoignent du fait qu'il y avait autrefois davantage de forêts au Tibet ; de plus, la société n'aurait pas pu financer la construction d'institutions religieuses aussi nombreuses et aussi grandes si tout le bois avait dû être importé.
Les dégâts du déboisement dans la région de Chamdo, capitale du Kham, dans les années 1940, sont notés par l’opérateur radio Robert W. Ford : les collines étaient nues et érodées, il ne restait que quelques bosquets de sapins.
La Chine indique avoir importé du Tibet 18 millions de mètres cubes de grumes en 40 ans. Pendant ces 40 ans, les Chinois estiment le commerce du bois pour la seule région autonome du Tibet à 54 milliards de dollars.

## Commerce
Traditionnellement, le Tibet exportait des peaux, de la laine, des produits médicinaux et importait, depuis la Chine, du thé et de la soie, et depuis l’Inde, des produits fabriqués. Ce commerce se faisait au moyen de caravanes de bêtes de somme (yaks, mules, chevaux),.
Selon le sociologue chinois Rong Ma, les marchands Han ont joué un rôle important dans le commerce du Tibet et pendant des siècles, les principaux échanges commerciaux se faisaient entre le Tibet et d'autres parties de la Chine. Il cite une estimation faite par le consul général britannique de Chengdu (Sichuan) au début du XXe siècle indiquant que le commerce entre le Tibet et les autres régions de Chine était quatre fois plus élevé que celui entre le Tibet et l'Inde. Pendant des décennies, l'une des trois plus grandes sociétés commerciales du Tibet, la société Retingsang que possédait le régent Reting Rinpoché, contrôla, conjointement avec la société Heng-Sheng-Gong, une société Han établie dans le Yunnan, le commerce du thé entre le Sichuan et le Tibet, soit 10 000 ballots de thé annuellement. Lhassa comptait plus de 2 000 sociétés et magasins de commerce tenus par des Han à la fin de la dynastie Qing.
Le commerce entre le Tibet, l'Inde et le Népal était également important. Les marchands tibétains étaient très actifs, faisant venir diverses marchandises des zones Han comme de l'Inde et du Népal. Les comptes des douanes de Yatung indiquent que le tonnage annuel de laine exporté en Inde atteignait 544 tonnes de 1895 à 1898. Plus de 150 magasins à Lhassa étaient tenus par des Népalais dans les années 1940. Enfin, le gouvernement des Indes britanniques avait ses propres agences commerciales à Lhassa et à Gyantse
À la fin des années 1940, à ce que rapporte l’Autrichien Heinrich Harrer, Lhassa recelait nombre de bazars où l’on trouvait de tout, depuis des aiguilles jusqu’aux bottes en caoutchouc, ainsi que des boutiques de mode vendant des tentures et des soieries. Il y avait des magasins d’alimentation où l’on pouvait acheter, outre les produits du pays, du corned-beef (« singe ») américain, du beurre australien et du whisky anglais. On pouvait même se procurer des produits de beauté Elizabeth Arden. Harrer précise qu’il n’y a rien qu’on ne puisse acheter ou du moins commander : machines à coudre, postes de radio, et phonographes,.
Les nomades du sel, avec leurs longues caravanes de troc de sel pour de l’orge, ont été mieux connus en Occident grâce au documentaire suisse-allemand de 1997, La Route du sel,, et au film multi-primé franco-népalais de 1999, Himalaya : L’Enfance d’un chef.

## Industrie
Dans le Tibet d’avant 1950, d’après le philosophe et écrivain slovène Slavoj Žižek, l’élite dirigeante empêchait tout développement de l’industrie par crainte d’une disruption de la société, à telle enseigne que tout métal devait être importé d’Inde. Nain Singh (en) qui se rendit au Tibet en 1867-1868 passa par des sites aurifères, certains abandonnés, et d'autres exploités, nommés en tibétain Thok Jalung, Thok Nianmo, Thok Sarlung, Thok Ragyok, Thok dalung, Thok-Bakung, Sarlung... La carte et la description des mines furent publiées par le colonel Thomas George Montgomerie dans le journal de la société royale de géographie de Londres en 1868 et 1869. Selon le britannique Robert W. Ford qui séjourna à Chamdo à la fin des années 1940, le Tibet était riche en minerais, dont l’or, mais ceux-ci n’avaient jamais été exploités. Un moine nommé Möndro prospecta et creusa à son retour de stage en Angleterre fin 1916 ou été 1917. L'abbé d'une région protesta qu'il aurait risqué de déranger les esprits et de gâter les récoltes. Möndro changea d'endroit et commença à creuser, mais le même phénomène se produisit. Cependant, selon Bradley Mayhew et Michael Kohn le 13e dalaï-lama avait invité des spécialistes britanniques pour effectuer des études géologiques dans certaines parties du Tibet afin d'évaluer les possibilités d'extraction minière. Dans la liste des mesures qu'il avait proposées pour aider le Tibet à garder sa liberté, Sir Charles Bell avait cité l'assistance de la Grande-Bretagne pour faire venir des prospecteurs et éventuellement des ingénieurs des mines. Il recommandait cependant que le gouvernement tibétain en ait la pleine propriété, et qu'il n'engage que des entreprises dignes de confiance pour les exploiter. En 1922, Möndro a poursuivi sa recherche d'or au Tibet avec le Britannique Sir Henry Hubert Hayden (1869–1923) quand l'intervention de ce dernier fut demandé par le gouvernement tibétain pour la prospection de mines au Tibet.
Selon Rong Ma, de nombreuses usines ont été créées dans la région autonome du Tibet depuis 1959 mais le développement de l'industrie y a connu une histoire sinuueuse. Le gouvernement s'en est d'abord tenu à la structure industrielle et aux plans de développement en vigueur dans d'autres régions sans tenir compte de la situation locale (rareté des combustibles, coûts de transport élevés, main-d'œuvre locale non qualifiée, etc.), dans une région où, avant 1950, il n'y avait aucune industrie ni infrastructure modernes et où le mode de vie et les habitudes de travail des habitants étaient bien différents de ceux des sociétés industrielles. Si bien que nombre d'usines devinrent rapidement déficitaires financièrement et un boulet pour le gouvernement. La valeur de la production industrielle des entreprises d'État grimpa à 141,7 millions de yuans en 1960 pour redescendre à 11,2 millions en 1968.
Toujours selon Rong Ma, non sans quelques rajustements, la valeur de la production industrielle remonta à la fin des années 1980. Par ailleurs, comme dans le reste de la Chine, la propriété des entreprises industrielles connut de grands changements dans sa composition. En 2007, pour une production industrielle brute d'une valeur totale de 5 044 millions de yuans, 35,1 % provenaient des entreprises étatiques, 5,6 % des entreprises en propriété collective et 61,3 % du reste (sociétés privées, coentreprises et sociétés étrangères). L'entreprise privée est désormais la source principale de la croissance de la production industrielle.
Selon Vegard Iversen, citant Rong Ma (1997, p. 184), le développement industriel au Tibet a été très limité. En zone rurale, le poids industriel avait une valeur de 1,1 % en 1986, chiffre le plus bas de toutes les provinces chinoises. Ainsi, l'industrialisation limitée du Tibet est-elle pour l'essentiel urbaine. La majorité des travailleurs employés dans l'industrie sont des Chinois, les effets de l'industrie sont donc négligeables sur l'emploi des Tibétains.
Selon le Livre blanc illustré publié par le gouvernement central en 2009 à l’occasion du Cinquantenaire de la « Réforme démocratique au Tibet », une industrie moderne aux couleurs tibétaines s’est développée avec pour piliers l’extraction minière, les matériaux de construction, l’artisanat et la médecine tibétaine, et comme auxiliaires la production d’électricité, la transformation des produits de l’agriculture et de l’élevage et la production alimentaire. La valeur ajoutée industrielle a grimpé de 15 millions de yuans en 1959 à 2,968 milliards de yuans en 2008. Le commerce moderne, le tourisme, la restauration, les loisirs et autres industries, inconnues sous l’ancien régime, sont en plein essor et constituent les industries premières de la région.

## Artisanat
Dans les régions agricoles et pastorales, l’artisanat a toujours constitué une occupation familiale auxiliaire. Avant les années 1970, la plupart des produits d’artisanat servaient à l’usage familial, quelques-uns au troc. Dans les années 1950, les artisans spécialisés, concentrés dans les régions urbaines, regroupaient 800 foyers.
Selon le sociologue chinois Rong Ma, les principales productions artisanales étaient du tissu tibétain, des tapis, des tentes, des bols en bois, des bottes, des couteaux et des bijoux. En dehors de la laine, du cuir et du bois produits sur place, les autres matières (tissu en coton, soie, métaux, etc.) étaient importées des provinces Han voisines ou de l'Inde et du Népal.
L’essor économique de la région autonome permet de faire revivre l’artisanat traditionnel. Selon l’enseignant et écrivain australien Mark Anthony Jones, nombre de Tibétains trouvent désormais, dans la vente d’objets artisanaux et de produits culturels aux touristes, un revenu non négligeable. Ces divers produits rencontrent même le succès auprès des Tibétains eux-mêmes.
Créée en 1953, l’usine étatique de tapis de Lhassa est devenue une entreprise moderne dont les produits se vendent en Europe, en Amérique du Nord et en Asie du Sud.
Selon Vegard Iversen, en 1989-1990, les exportations de tapis tibétains du Népal atteignaient 74 millions au Népal contre seulement 11 000 dollars pour la Région autonome du Tibet.
Environ 2 000 artisans réalisent et vendent [Quand ?] des productions de l’art Regong né le long de la rivière Longwu qui traverse l’actuelle préfecture autonome tibétaine de Huangnan.

## Tourisme

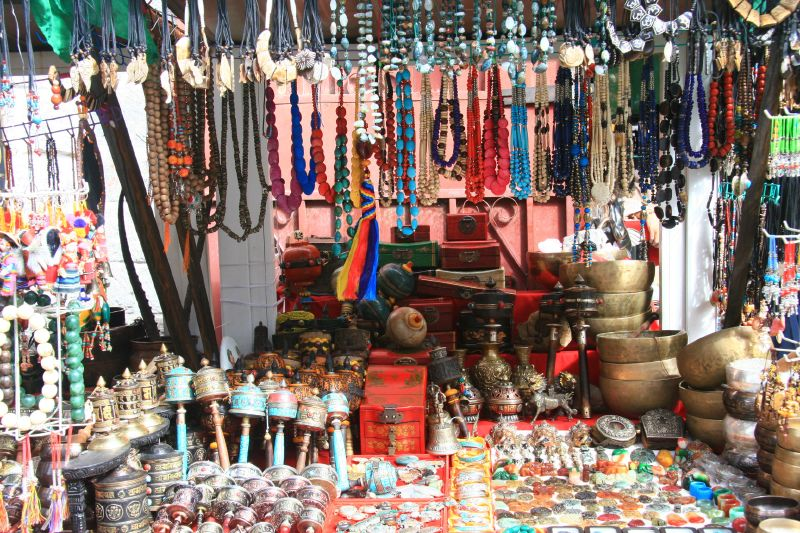
Étal de souvenirs à Lhassa (2007).

Après s’être ouverte aux touristes étrangers en 1979, à ce que rapporte l’historien Pierre Chapoutot, la Région autonome du Tibet en reçut 300 en 1980, 2 000 en 1984 et 28 000 en 1994.
Dans la 2e moitié des années 1980, le développement de l'industrie du tourisme, selon Vegard Iversen, a été freiné par la présence de l'État chinois au Tibet. Alors qu'au Népal, les revenus de ce secteur atteignirent plus de 24 % des revenus des échanges extérieurs en 1985-1990, le nombre de touristes étrangers ayant visité le Tibet entre 1985 et 1989 était de 23 000 contre 273 000 en 1991 au Népal, où les revenus de cette industrie étaient de 73 millions de dollars américains.
En 2004, le chiffre de visiteurs grimpa à 1,1 million, en 2005 à 1,6 million. Après l’achèvement de la Ligne ferroviaire Qing-Zang au mois de juillet 2006, le tourisme augmenta rapidement. La région autonome reçut 2,5 millions de touristes en 2006, principalement chinois, et pour 150 000 d’entre eux, des étrangers. En 2007 le chiffre monta à 4 millions pour resdescendre à 2 246 400 visiteurs en 2008 en raison de la fermeture de la région de mars à juin. Entre janvier et juillet 2009, plus de 2,7 millions de touristes visitèrent la région, soit trois fois plus que durant la même période de 2008, indique le Quotidien du Tibet, pour un revenu de 2,29 milliards de yuans.
En 2010, la région accueillit 6,85 millions de touristes chinois et étrangers, dégageant des revenus de 7,14 milliards de yuan (11 milliards de dollars), soit 14 % de son produit intérieur brut.
Pour l'année 2012, à la date du 30 novembre, la région autonome du Tibet a reçu 10,34 millions de visiteurs venant d'autres régions de Chine ou de l'étranger, contre 8,69 millions en 2011. Près de 300 000 personnes sont employées dans le secteur touristique régional.

## Infrastructures

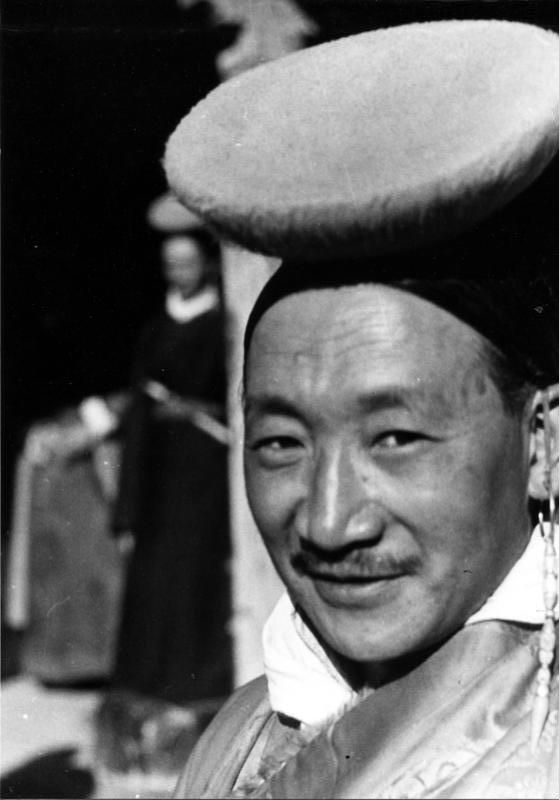
Ringang (Rinzin Dorji), 1938.

Selon un rapport du sénateur Louis de Broissia, « Le Tibet ancien était à peu près complètement dépourvu d’infrastructures économiques. Il suffit de lire les récits des voyages effectués par l’aventurière française Alexandra David-Néel dans la première moitié du XXe siècle pour mesurer l’archaïsme des moyens de communication du Tibet traditionnel, où les durées de trajet se mesuraient en nombreuses semaines ». « Si on allait [au Tibet] du Qinghai ou du Xikang (province disparue située entre le Sichuan et le Tibet) », affirme Li Youyi, « il fallait trois mois au minimum. L’état des routes ne permettait pas aux gens faibles de voyager ». Au milieu du XXe siècle, le Tibet n'avait toujours pas de routes pour véhicules automobiles, de voies de chemin de fer et de lignes aériennes.
Un oléoduc de plus de 1 000 km de long a été posé entre Goldmund et Lhassa.
Selon Claude Levenson, les investissements mis en avant par le gouvernement chinois servent avant tout à la réalisation des infrastructures afin de relier le Tibet à la Chine et au paiement d’une administration importante[citation nécessaire].

### Réseau électrique

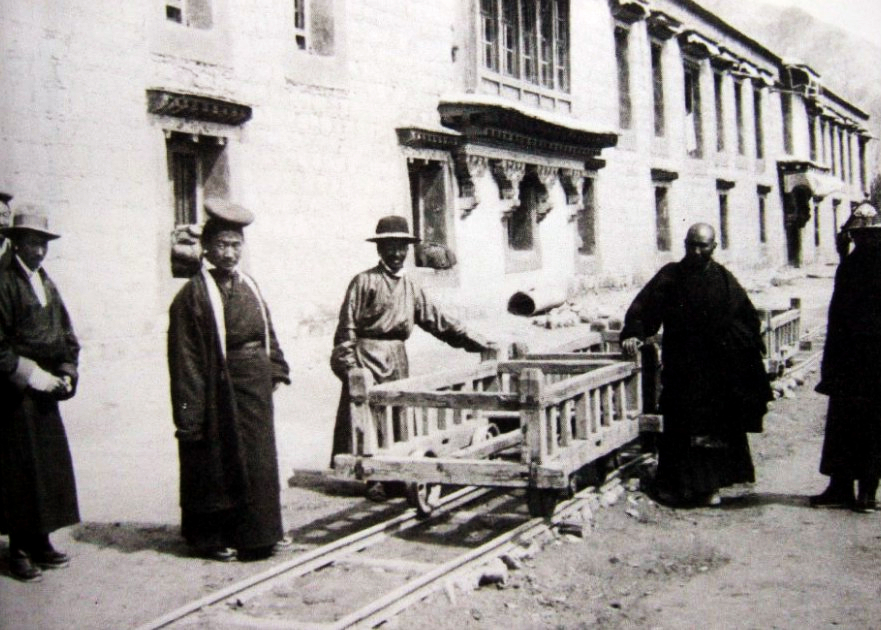
Trabshi Lekhung, 1933

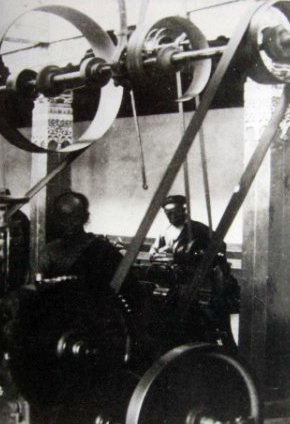
Trabshi Lekhung, 1933

La construction de la première centrale hydroélectrique remonte à 1927. Elle suppléa l’arsenal (Trabshi Lekhung) installé par Ringang à Drapchi, près de Lhassa où était notamment fabriquée la monnaie,. Dans son livre My China eye: memoirs of a Jew and journalist, Israel Epstein rapporte que la distribution de l’électricité, souvent irrégulière, ne concernait que le Potala et quelques familles nobles. En 1965, ajoute-t-il, les neuf-dixièmes des foyers de Lhassa disposaient de l’éclairage électrique. Cependant, selon le docteur Tenzin Choedrak, à Lhassa en 1980, seuls les Chinois avaient accès à l'électricité.
La centrale hydroélectrique de Nagchen, située dans la région de Lhassa a été construite entre 1959 et 1960. Elle fut construite par des prisonniers d'un camp de détention situé à proximité. Affectés par la malnutrition et exténués par un travail harassant, plusieurs d'entre eux mouraient chaque jour, leurs cadavres étaient jetés dans le fleuve par les gardes. Selon Tubten Khétsun, un des travailleurs du chantier, la centrale fournissait de l'électricité aux unités de travail chinoises, la population ne bénéficiant que d'un éclairage succinct durant près de 10 jours par mois. En hiver et au printemps, quand le niveau d'eau était au plus bas, elle ne fonctionnait pas. L'électrification n'était qu'une fiction.
En 1976, le Tibet possédait plusieurs centrales hydro-électriques de taille moyenne alimentant les villes, en plus d’un grand nombre de petites centrales dans les campagnes reculées fournissant de l’électricité aux petites communautés rurales.
En 2002, la tibétologue Françoise Pommaret écrit que la richesse hydroélectrique représente 57 % du potentiel de la Chine et des centrales sont construites pour exporter l’électricité vers le sud du pays.
L’autosuffisance hydroélectrique est programmée pour la fin de l’année 2010 au plus tard, avec une puissance installée de 500 MW. En raison de la dispersion de l’habitat sur le haut plateau, on compte sur l’énergie solaire pour élargir l’accès à l’électricité au 1 million d’habitants qui ne sont pas encore couverts.
La plus grande centrale solaire de la région autonome est entrée en service en juillet 2011. Située à 3 km au nord-ouest de la ville de Xigaze, dans la préfecture du même nom, elle devrait produire jusqu'à 20,23 millions de kWh par an et permettre d'y atténuer la pénurie d'électricité, en plus d'économiser 9 000 tonnes métriques de charbon. Le financement a été assuré par le groupe Linuo Power, fournisseur de panneaux solaires photovoltaïques ayant son siège dans la province de Shandong. En 2011, il est prévu de construire 10 centrales solaires (dont celle de Xigaze) produisant en tout 100 mégawatts. L'énergie du soleil est très largement utilisée par les foyers tibétains : il y a 400 000 réchauds solaires, 200 000 foyers éclairés à l'énergie solaire.
En 2011, a été raccordée au réseau la centrale photovoltaïque de Yangbajing, située dans le comté de Dangxiong à 90 km au nord-ouest de Lhassa, dans la région autonome du Tibet. Elle a une capacité de 10 mégawatts.
À la fin de l'année 2011, dans la région autonome du Tibet, près de 500 000 Tibétains, soit un cinquième de la population, n'ont pas accès à l'électricité. Les autorités chinoises envisagent de combler ce retard d'ici la prochaine décennie.
À partir de 2029, il est prévu de construire le barrage de Medog, associé à une centrale hydroélectrique. Dans ce cadre, il est envisagé la construction de quatre tunnels de dérivation de 20 kilomètres de long à travers la montagne Namcha Barwa, ils détourneront le cours du Yarlung Tsangpo. L’eau déviée dans ces tunnels actionnera les turbines reliées à des générateurs avant de retourner dans le cours du fleuve. La production électrique de 60 gigawatts doit être trois fois supèrieure à celle du barrage des Trois-Gorges, actuellement le plus grand barrage au monde,.

### Réseau ferroviaire

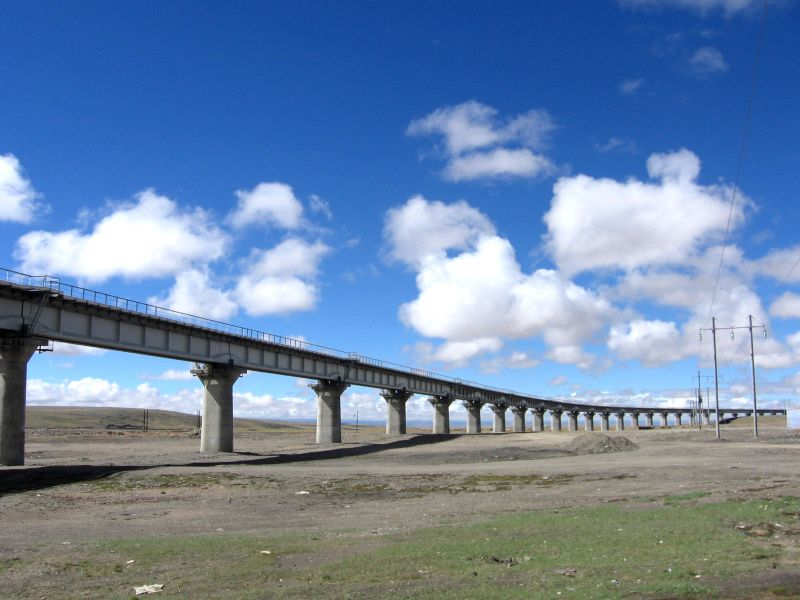
Ligne ferroviaire Qing-Zang (2007)

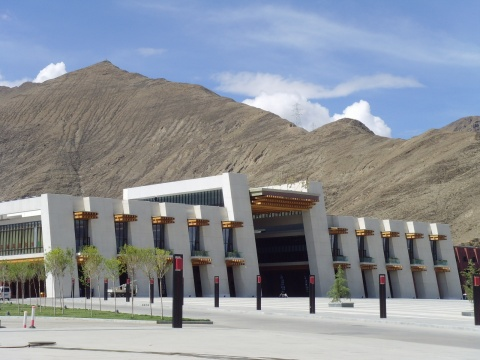
Gare ferroviaire de Lhassa (vers 2009)

Le 1er juillet 2006, Hu Jintao a inauguré le premier train pour Lhassa à la gare de Golmud, dans la préfecture autonome mongole et tibétaine de Haixi de la province du Qinghai. Cette nouvelle ligne ferroviaire relie le Tibet au reste de la Chine, mettant Pékin à deux jours de train. Grâce à elle, 4 561 km sont franchis pour environ 80 Euros.
Depuis septembre 2010, une extension de la ligne Qing-Zang jusqu'à Xigaze est en cours de construction et devrait être achevée d'ici 2015 selon la commission de développement et de réforme régionale. Longue de 253 kilomètres, cette extension traversera cinq comtés. Elle est conçue pour transporter 8,8 millions de tonnes de fret annuellement et permettre aux trains de rouler à la vitesse minimale de 120 km/h. Un autre prolongement est prévu entre Lhassa et Nyingchi dans les cinq prochaines années.

### Réseau routier

#### L'absence de véhicules à roues pour le transport

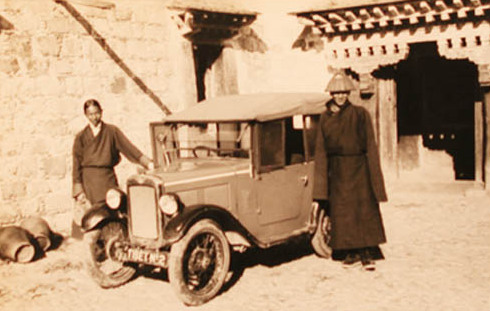
Véhicule au Tibet (1933)

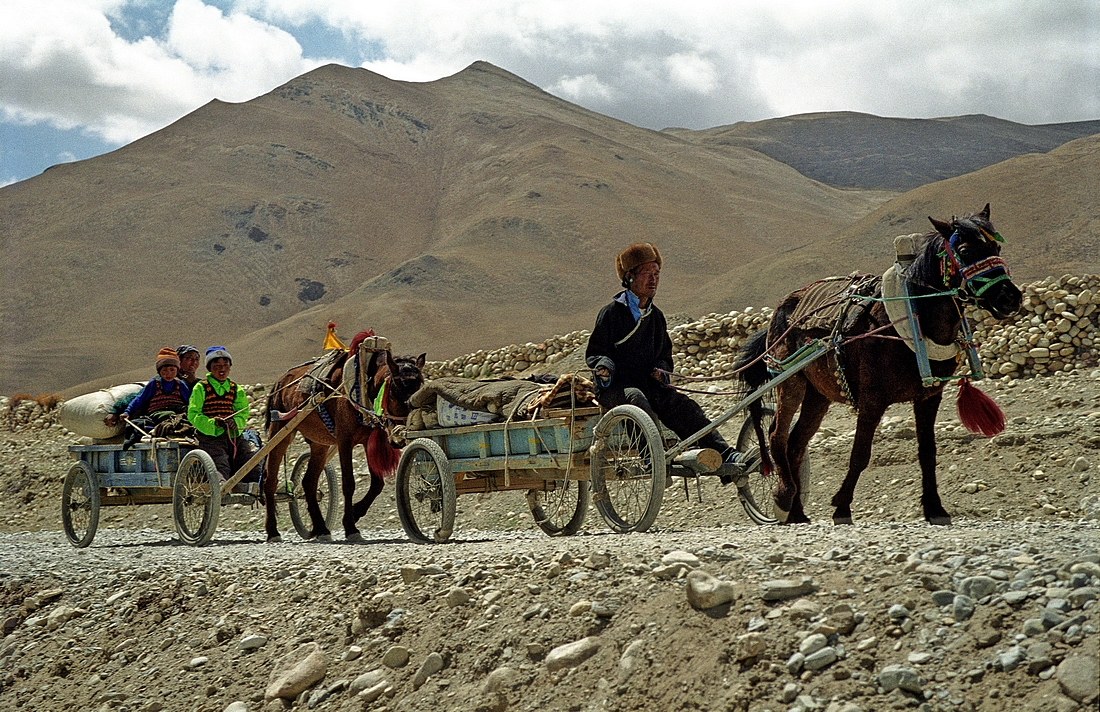
Carrioles à pneumatiques (2002).

Edmund Candler, William Montgomery McGovern, Heinrich Harrer, Robert W. Ford, qui séjournèrent au Tibet à diverses périodes de la première moitié du XXe siècle, signalent dans leurs mémoires que l’usage de la roue y était inconnu dans les moyens de transport.
Selon Edmund Candler, les premiers véhicules à faire leur apparition au Tibet furent les charrettes (ekkas) construites spécialement pour le corps expéditionnaire britannique en 1904.
L’aventurier américain William Montgomery McGovern, qui voyagea au Tibet en 1922, rapporte que l’usage de véhicules à roues était certes impossible pour traverser les cols mais restait inconnu partout au Tibet.
L’Autrichien Heinrich Harrer déplorait que la roue soit interdite au Tibet alors que les Chinois l’utilisaient depuis des milliers d’années. Son usage, argumentait-il, donnerait une impulsion considérable au transport et au commerce et entraînerait une élévation du niveau de vie dans tout le pays. (De retour au Tibet en 1982, il constate que les paysans disposent désormais de carrioles à roues de bicyclettes).
De même, l’Anglais Robert W. Ford constatait qu’il n’y avait aucun véhicule sur roues, pas même des charrettes tirées par des animaux, ni aucune route digne de ce nom.
Lorsqu'il quittait sa résidence d'hiver, le palais du Potala, pour passer l'été au parc de Norbulingka, le 14e dalaï-lama se déplaçait dans un palanquin jaune, tapissé de soie, porté par trente-six porteurs et abrité du soleil par un moine portant une vaste ombrelle en plumes de paon. Cette chaise à porteurs est conservée aujourd'hui au Norbulingka, dans le nouveau palais d'été construit de 1954 à 1956.

#### Les moyens de locomotion à la fin duXIXesiècle

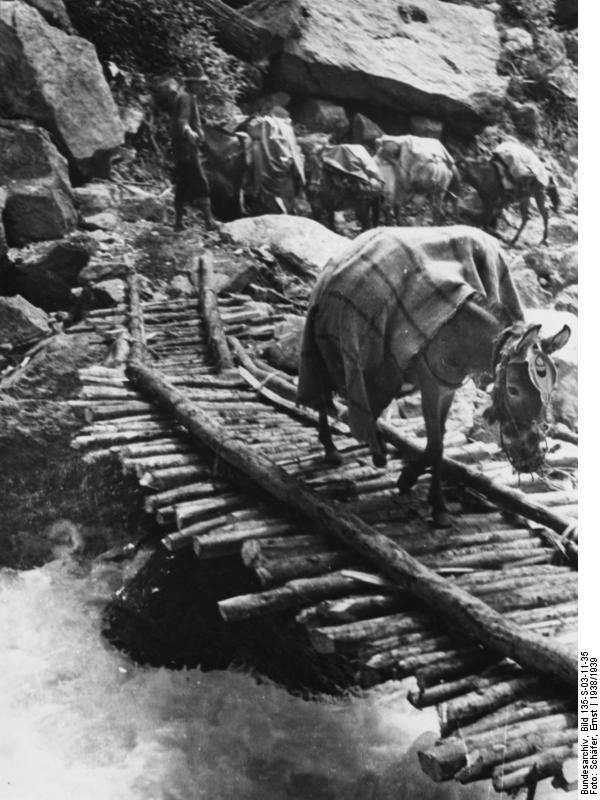
Traversée d'une passerelle en bois par un convoi de mules (1938)

Dans un livre publié en 1886, l’orientaliste français Léon Feer évoquait en ces termes les « moyens de locomotion » au Tibet à cette époque :

« Les routes sont fort peu entretenues au Tibet ; surtout elles présentent fréquemment des passages très difficiles dans les montagnes et traversent des fleuves et des torrents ; les chutes de neige viennent souvent accroître les obstacles. On ne fait pas grand usage de voitures ; les voyages s’exécutent surtout à dos de cheval, d’âne et de mulet ; les moutons et les yaks portent les bagages. Quand la neige a rendu les chemins impraticables, on envoie des yaks en avant pour la piétiner et frayer un sentier. Les précipices et les fleuves se traversent au moyen soit de bacs, soit de ponts. Les ponts sont de plusieurs espèces ; il y en a en fer, en bois, en corde. »

#### Objections à l'établissement de routes en 1904
Dans son récit des pourparlers ayant conduit au traité de Lhassa de 1904 à la suite de l’invasion du Tibet par l’armée britannique, le journaliste militaire Edmund Candler évoque les raisons avancées par l’assemblée nationale tibétaine dans sa première réponse en opposition notamment au percement de routes exigé par la partie britannique : les tirs de mines et le soulèvement du sol offenseraient les dieux et attireraient des ennuis au voisinage
.

#### Les premières autos et motos
En 1925, le 13e dalaï-lama, qui lança au Tibet une campagne de modernisation, confia le département gouvernemental regroupant la monnaie, l’arsenal et la production électrique à Thupten Kunphel-la, un moine issu d’une famille d’humbles paysans. Adepte de la modernité, Kunphel-la importa au Tibet les premières automobiles, une Dodge et deux petites Austin.
Selon Dundul Namgyal Tsarong, le 13e dalaï-lama possédait trois voitures et envisageait la construction de routes. D'autres sources précisent que 2 voitures lui furent offertes, une Austin Baby 1927 et une Dodge orange, tandis qu'une troisième, une Austine A40, appartenait à Thupten Kunphel-la. Après la disparition du 13e dalaï-lama en 1933, Reting Rinpoché, lui aussi favorable à la modernisation, devint régent. Il possédait plusieurs motocyclettes, et de jeunes tibétains en importèrent sous sa régence[source insuffisante]. Cependant, en 1943, le nouveau régent, Taktra Rinpoché, un conservateur opposé à la modernisation, interdit l’usage des motocyclettes et des vélos. Le régent et le clergé conservateur croyaient que les roues des véhicules laisseraient des cicatrices à la surface sacrée de la terre.

#### Le désenclavement de la région

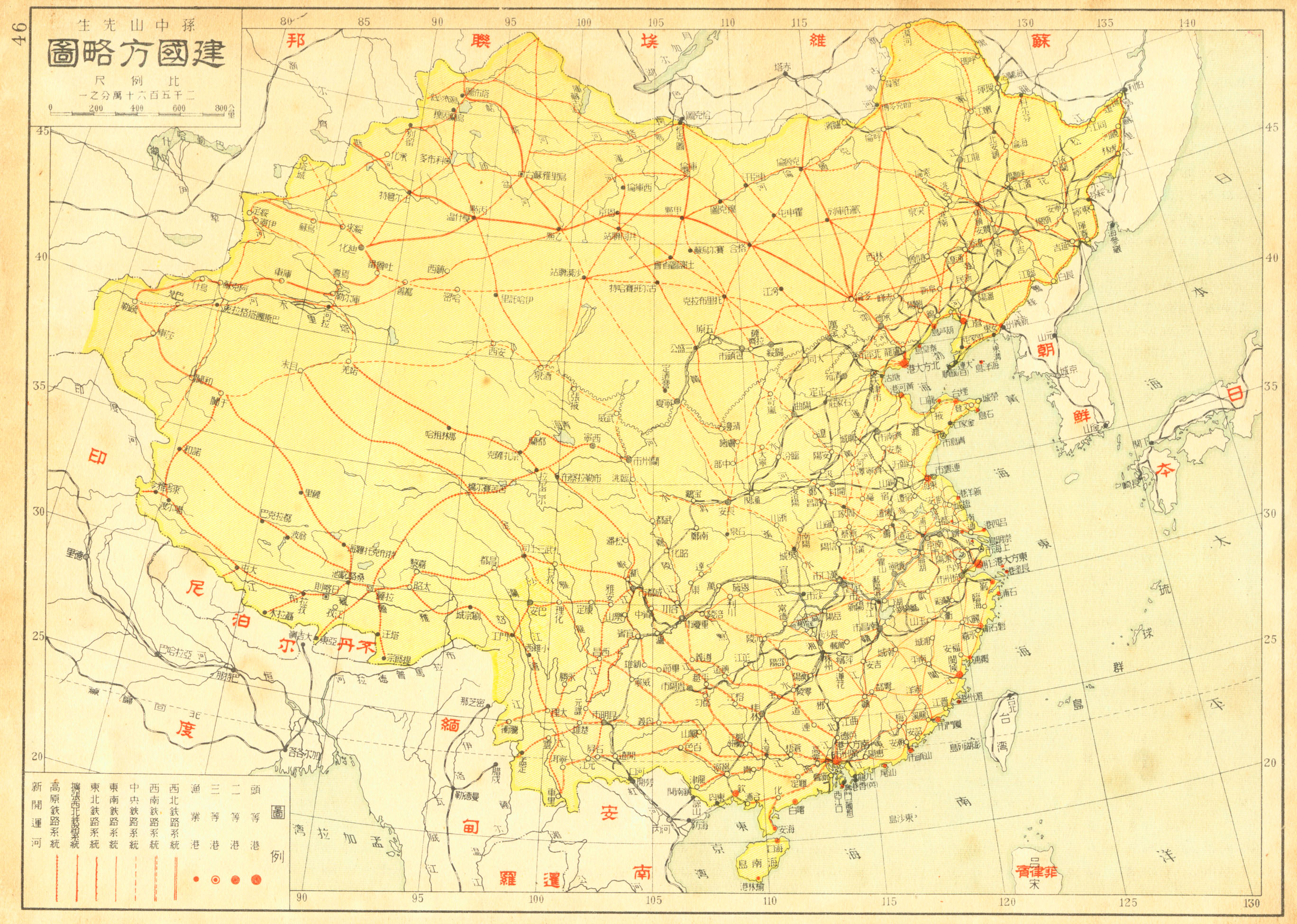
Proposition par Sun Yat-sen d'un réseau de chemin de fer couvrant toute la Chine, Tibet et Mongolie compris (1917–1920)

Selon Zhao Zongzhi et Jia Lijun, avant les années 1950, il n’existait aucune route véritable sous le 14e dalaï-lama, en dehors de la route de terre longue d’un kilomètre reliant le palais du Potala à la résidence d’été du Norbulingka.
Le désenclavement routier du Tibet fut entrepris par le gouvernement chinois dès le début des années 1950. Une première route reliant le Sichuan à Lhassa fut ouverte officiellement le 24 décembre 1954. Longue de 2 400 km, elle nécessita quatre années et neuf mois de travaux. Le même jour vit l’inauguration d’une route reliant Xining, la capitale du Qinghaï, à Lhasa, la capitale du Tibet. Longue de quelque 2 000 km, elle fut baptisée « route de la liberté ». Le premier convoi de camions chinois atteignit Lhassa le jour de Noël 1954.
Ces deux premières routes, construites par l’Armée populaire de libération et des Tibétains, marquèrent un tournant pour les transports en raccourcissant les distances entre la région et le reste du pays et vinrent à être connues sous l’appellation de « ponts dorés ».
Une 3e grande voie de communication fut ouverte en octobre 1957, reliant le Xinjiang au Tibet en passant par l’Aksaï-Chin et couvrant 1 200 km. Grâce à ces nouvelles routes, le prix du thé chinois, une des denrées quotidiennes des habitants, baissa des deux tiers en deux ans. Un camion pouvait désormais transporter en deux jours la même quantité de marchandises que soixante yaks en douze jours.
Selon Adhe Tapontsang, certains Tibétains croyaient que ces routes seraient un avantage, mais la plupart savaient qu’elles serviraient bien plus au déploiement rapide de l’équipement et des troupes chinoises dans l’ensemble du Tibet. La route reliant Lhassa à Xikang, passant par Dartsedo et Karze, fut construite par des Chinois de Chengdu et d’autres villes du Sichuan, la plupart enrôlés de forces, certains étaient des prisonniers, des anciens du Guomindang. Le mal des montagnes et les dures conditions de travail entraînèrent de nombreuses morts, et les survivants devinrent les premiers colons chinois vivant dans un Tibet sous régime communiste. Des Tibétains de Minyak ou d’autres régions entre Dartsedo et Nyarong furent embauchès pour travailler sur des chantiers séparés des Chinois. Bien payés au départ, ils virent leurs salaires diminués subitement de façon importante après l’arrivée des nouvelles unités de l’Armée populaire de libération. Comme ils refusaient de poursuivre dans ces conditions, on tenta de les convaincre de reprendre le travail, puis on les menaça de représailles, certains disparurent : ils furent déplacés plus au nord, à Golmud.

#### La situation dans les années 2000
À la date de 2003, 41 302 km de routes avaient été construits. La région possédait 5 nationales, 14 régionales et 6 qui s’entrecroisent. En plus des 3 200 km de routes asphaltées, il y avait désormais 32 195 km de voies rurales reliant quelque 683 communes et 5 966 villages.
Le 15 janvier 2009, la Chine avait annoncé la construction de la première autoroute du Tibet, un tronçon de 37,9 kilomètres de route dans le sud-ouest de Lhassa. Le projet devait coûter 1,55 milliard de yuans (227 millions de dollars). Ouverte en juillet 2011, cette autoroute relie Lhassa à l'aéroport de Gonggar dans la préfecture de Shannan. Elle a 4 voies et un éclairage d'origine solaire. Il y a 216 478 automobiles au Tibet en 2011.

### Aéroports

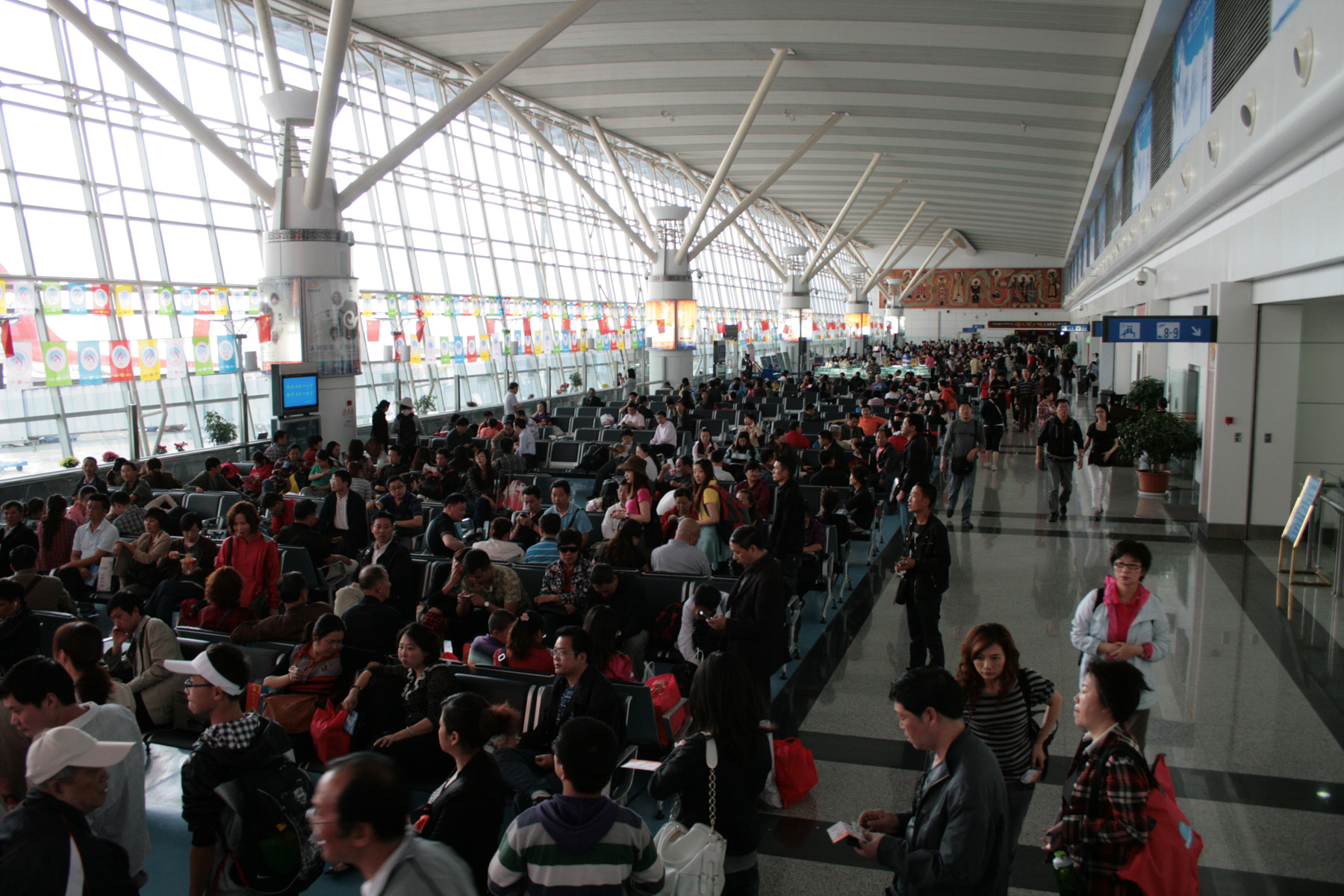
Salle d'embarquement de l'aéroport de Gonggar (2011)

Le premier aéroport à être construit au Tibet fut celui de Damxung en 1956. En 2011, la région autonome compte cinq aéroports civils : Lhassa Gonggar, Chamdo Bamda, Nyingchi, Shigatse et Ngari Gunsa.
L’aéroport de Gonggar est un aéroport national et international desservant la ville de Lhassa. Il est situé à environ 45 km de Lhassa et à plus de 3 500 m d’altitude. L’aéroport de Chamdo Bamda (ou Bangda) se trouve dans la préfecture de Chamdo, à 4 334 m d’altitude. L’aéroport de Nyinchi se trouve dans le sud-est du Tibet, à 2 949 m d’altitude. L'aéroport de la Paix se trouve dans le comté de Jangdan, dans la préfecture de Shigatse, à 45 km de Shigatse et à 3 783 mètres d'altitude. L'aéroport de Ngari Gunsa se trouve dans la préfecture de Ngari, à 4 500 m d'altitude.

### Tibet Airlines
En juillet 2011, le transporteur Tibet Airlines, sis à Lhassa, a réceptionné le premier d'une commande de trois A 319 d'Airbus. La compagnie aérienne veut créer un réseau régional couvrant l'ensemble des aéroports civils de la région autonome. En février 2012, Tibet Airlines a inauguré trois nouvelles lignes reliant la ville de Nyingchi au Tibet respectivement à Lhassa, Chengdu (Sichuan) et Chongqing (Sichuan).

### La poste
Lors de l’indépendance de facto du Tibet et jusqu’à 1959, le Tibet avait un système postal. Dans ses mémoires, Heinrich Harrer mentionne l’existence de timbres tibétains. Ils ont cédé la place à des timbres chinois.

### La monnaie

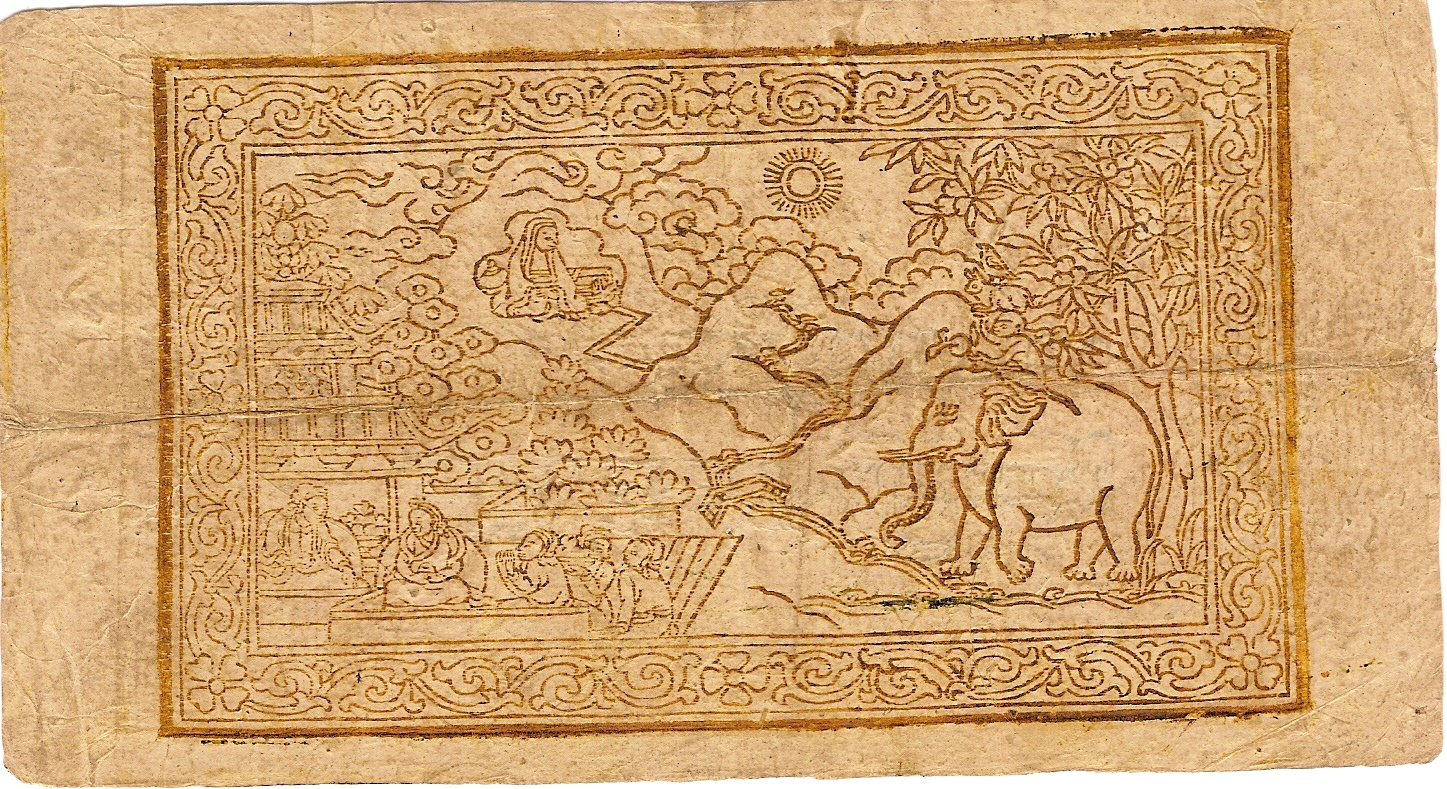
Un billet de banque de 25 tam, daté 1659 (= AD 1913) (verso)

Le thangka était nommée entre autres la monnaie. Le Tibet indépendant de facto avait sa propre monnaie (billets et pièces). Elle était fabriquée dans un hôtel de la monnaie construit dans les années 1920 et fonctionnant à l’électricité d’une petite centrale électrique construite à la même époque. La monnaie tibétaine a cédé la place à la monnaie chinoise,.

### Les télécommunications
Le téléphone n'est devenu accessible au public qu'à partir de la fin des années 1950.
En 1994, la moitié des comtés du Tibet chinois étaient équipés de lignes téléphoniques (28 000 en tout) permettant aux Tibétains d'appeler partout dans le monde.
Aujourd'hui, les téléphones portables au Tibet sont dotés de l'écriture tibétaine.

## Essor économique (2000-2010)

### Les chiffres
Depuis 2001, Pékin a dépensé 45,4 milliards de dollars au développement économique de la région autonome du Tibet. Cela a eu des effets bénéfiques sur la croissance économique, le niveau de vie, les infrastructures, et s’est traduit par un accroissement à deux chiffres du produit intérieur brut de 2001 à 2009. Un tiers de cette somme est allé à des investissements dans les infrastructures, notamment le train reliant Pékin à Lhassa, lequel a fait baisser le prix des produits industriels et ménagers pour les Tibétains tout en favorisant la vente des produits tibétains dans le reste de la Chine. Le tourisme a fait un bond, passant à 5,5 millions de visiteurs en 2009.
Selon le bureau national des statistiques de Chine, en 2001, le PIB du Tibet était 13,9 milliards de yuans. Le gouvernement central chinois exempte le Tibet de toute taxation et fournit 90 % des dépenses du gouvernement du Tibet.
Selon le Président de la région autonome du Tibet, Qiangba Puncog, l’économie du Tibet se serait accrue en moyenne de 12 % par an de 2000 à 2006. Le PIB par personne a atteint 10 000 RMB en 2006 pour la première fois de l’histoire du Tibet.

### Un mode de vie en mutation

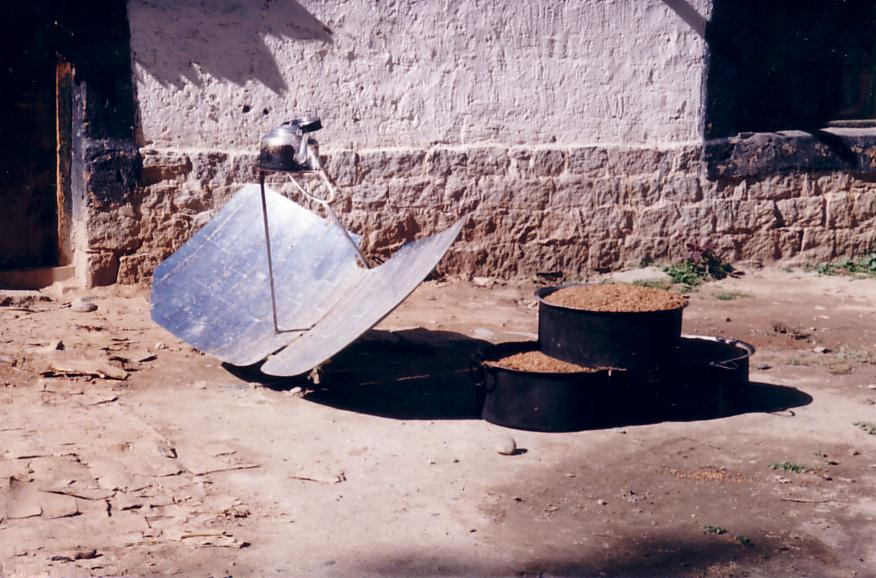
Bouilloire solaire pour le thé (1993).

Selon Xu Mingxu et Yuan Feng, la vie des Tibétains change, les ampoules remplacent les lampes au beurre, la cuisine se fait au gaz et non plus à la bouse de yak. Les gens se déplacent en bus, en voiture, à moto, à vélo, en avion, ils disposent des attributs de la modernité que sont le téléphone, la télévision, l’eau courante. L’ordinateur et l’Internet font leur entrée dans les écoles, les entreprises, les services sociaux et les administrations. Les enfants, les gens d’âge mûr et même les anciens aiment à regarder la télévision chez eux, se rendant moins souvent qu’autrefois dans les temples.

### Les ombres au tableau
Un des points de vue des exilés tibétains est que « l’exploitation des ressources tibétaines financée par l’État vise principalement à soutenir l’industrie chinoise, et non pas à favoriser le développement durable du Tibet ». Par ailleurs les revenus des populations urbaines sont cinq fois plus élevés que les revenus des populations rurales, les plus faibles de la République populaire de Chine, celles-ci concernent 85 % de la population tibétaine. La culture tibétaine avec l’industrie du tourisme, devrait devenir « une marchandise adaptée aux besoins de l’économie socialiste de marché ».
Selon Claude B. Levenson, un phénomène récent et nouveau est apparu dans les villes avec la mendicité enfantine, phénomène explicite concernant la situation économique du Tibet.
Selon Kent Ewing, journaliste de Asia Times Online, l’évolution économique actuelle du Tibet est critiquée pour la manière dont elle « avantage de fait les résidents chinois » et pour les atteintes à l’agriculture et l’écologie de la région.
Après les troubles au Tibet en mars 2008, les autorités chinoises en vinrent à soupçonner de riches entrepreneurs, qui devraient être leurs plus fidèles soutiens. Karma Samdrup, un marchand d'art ayant fondé une ONG de protection de l'environnement, est arrêté en janvier 2010 et condamné à quinze ans de prison. Dorje Tashi, à la tête d'une entreprise à huit filiales dans le tourisme et l'immobilier, accusé d'avoir financé des associations à l'étranger, est condamné à perpétuité, alors qu'il était un exemple pour les autorités. Robert Barnett a déclaré que cette vague de procès a montré que la politique de la Chine de favoriser le développement économique au Tibet avait échoué à assurer la loyauté des hommes d'affaires tibétains.[pertinence contestée]

## À voir